# Gelati kolostor
A Gelati kolostor (grúzul გელათის მონასტერი) a 12-17. században épült kolostorkomplexum Grúziában, Kutaiszi városa mellett. A belső falfestményekkel és mozaikokkal díszített épületek a Bagrati székesegyházzal együtt 1994 óta a Világörökség részét képezik.

## Története
A kolostor Grúzia aranykorában, IV. Dávid (1089-1125) és I. Tamar királynő (1184-1213) uralkodása között épült, amikor Grúzia politikailag és gazdaságilag is ereje teljében volt. Dávid alapította 1106-ban és fia és utóda, I. Demeter fejezte a főépületeket 1130-ban. A 13. és 14. században újabb épületekkel egészítették ki, de ezután az ország hanyatlásnak indult, a külső hódítók pusztítása és a belháborúk miatt az épületek romlásnak indultak és 1510-ben törökök kifosztották. Miután az oroszok a 19. század elején annektálták Grúziát, a püspöki székhely elkerült innen. 
A középkorban a kolostor volt az ország egyik legfontosabb oktatási intézménye és kulturális központja. Dávid király Konstantinápolyból hozatott ide tudósokat, hogy geometriát, aritmetikát, csillagászatot, zenét, retorikát, grammatikát és filozófiát tanítsanak. A Gelatit "második Jeruzsálemként" vagy "második, jobbik Athoszként" emlegették. A középkor végén felhagytak az oktatással, az Akadémia épülete ezután refektóriumként (étkezőként) szolgált a szerzeteseknek. 
A szerzetesek a kézműves munkákban is jeleskedtek. Festőik, kódexilluminátoraik, arany- és ezüstműveseik az egész országban híresek voltak. Itt készült a Kakuli-triptichon is, melyet ma a Grúziai Művészeti Múzeumban őriznek. 
A Gelati kolostorban számos grúz uralkodót temettek el, köztük IV. Dávidot, Tamar királynőt (krónikása szerint, de ezt vitatják) és III. Bagratot. 
1922-ben a bolsevik hatalomátvétel után a kolostort felszámolták, a szerzeteseket szélnek eresztették. 1988-ban templomait újra felszentelték.

## Épületei
A kolostor Kutaiszitől 10 km-re északkeletre, egy erdőborította domb tetején fekszik. Kőfal veszi körül, melyen kelet felől nyílik bejárat. Központjában a Dávid által alapított Áldott Szűz temploma áll, melyet két oldalról a Szent Györgynek és a kétszintes, Szent Miklósnak szentelt templom fog közre. A főtemplom külső falait karcsú arkáddekorációk tagolják, melyek egyben hangsúlyozzák az épület felfelé törekvő formáját. A tágas és ünnepélyes belső teret felül a kupola zárja le, melynek számtalan ablaka bevilágítja a templomot. A háromkapus főbejárat az épület nyugati oldalán található. A belépő a szentély félkupolájának belső felének híres 12. századi mozaikjával találja szembe magát: a mozaik Szűz Máriát és a gyermek Jézust ábrázolja arany háttéren, két arkangyal kíséretében. A falakat borító, későbbről származó freskók bibliai jeleneteket és történelmi személyeket - köztük IV. Dávidot - ábrázolnak. 
A Szent György-templom 13. századi, magas, kupolás, háromapszisos épület. A kupolát két masszív kőoszlop és az apszisok sarkai támasztják alá. Számos ablaka jól megvilágítja belső terét. Az eredeti falfestményekből csak egy töredék maradt meg a nyugati oldalon, a többi belső dekoráció a 16. századból származik. A szintén a 13. században készül kis Szent Miklós-templom tervezője szokatlan megoldást alkalmazott: a kétszintes épület alsó szintje minden oldalról nyitott, belsejébe egy-egy boltíven vezet. A második szint sokszögű, kupolával fedett templomterébe egy kőlépcső megmászása után lehet belépni. 
A kolostorkomplexumhoz tartozik még az északi forrás fölé épített 13. századi védőtető és harangtorony, a boltíves ablakokkal megvilágított Akadémia és a korábban bejáratként szolgáló déli kapuzat. Utóbbiban található Dávid király sírja is, aki keresztényi alázattól vezérelve végakaratában azt kívánta, hogy koporsóját a küszöb alatt helyezzék el, hogy a látogatók tapossanak a sírján.
Az utóbbi évek gazdasági és politikai válságának következményeként a Gelati kolostor, más műemlékekkel együtt elhanyagolt állapotba került. A Szűz templomának beázik a teteje, a hőmérsékletingadozás és nedvesség pedig egyaránt rongálja a szerkezetet és a belső freskókat is. A vakolat sok helyütt levált a falról, a 12-14. századi freskók itt-ott elszíneződtek. A fenti okok miatt az UNESCO a Gelati kolostort a veszélyeztetett Világörökségi helyszínek között tartja nyilván.

## Galéria

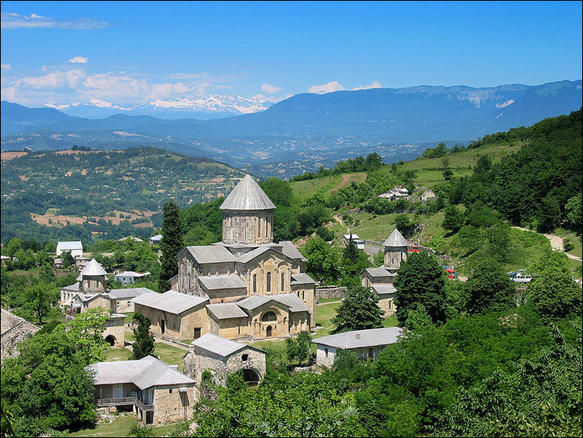
Madártávlatból
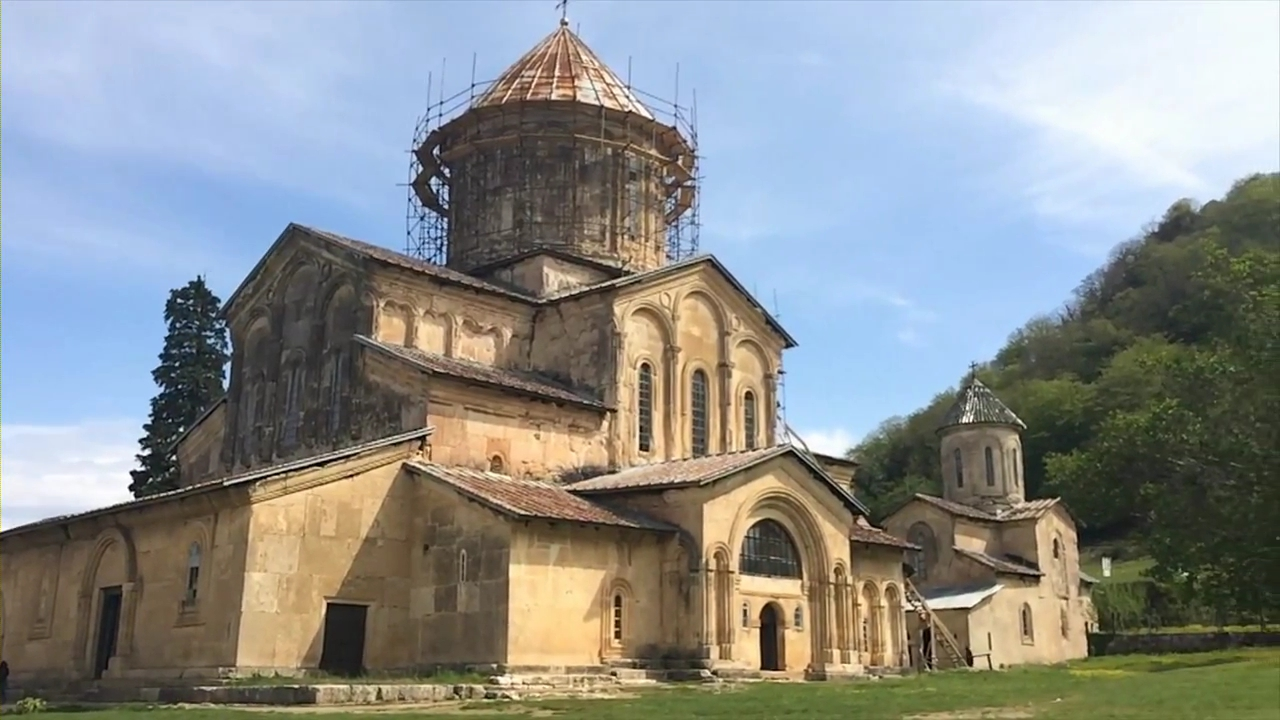
A leromlott állapotú főtemplom 2014-ben
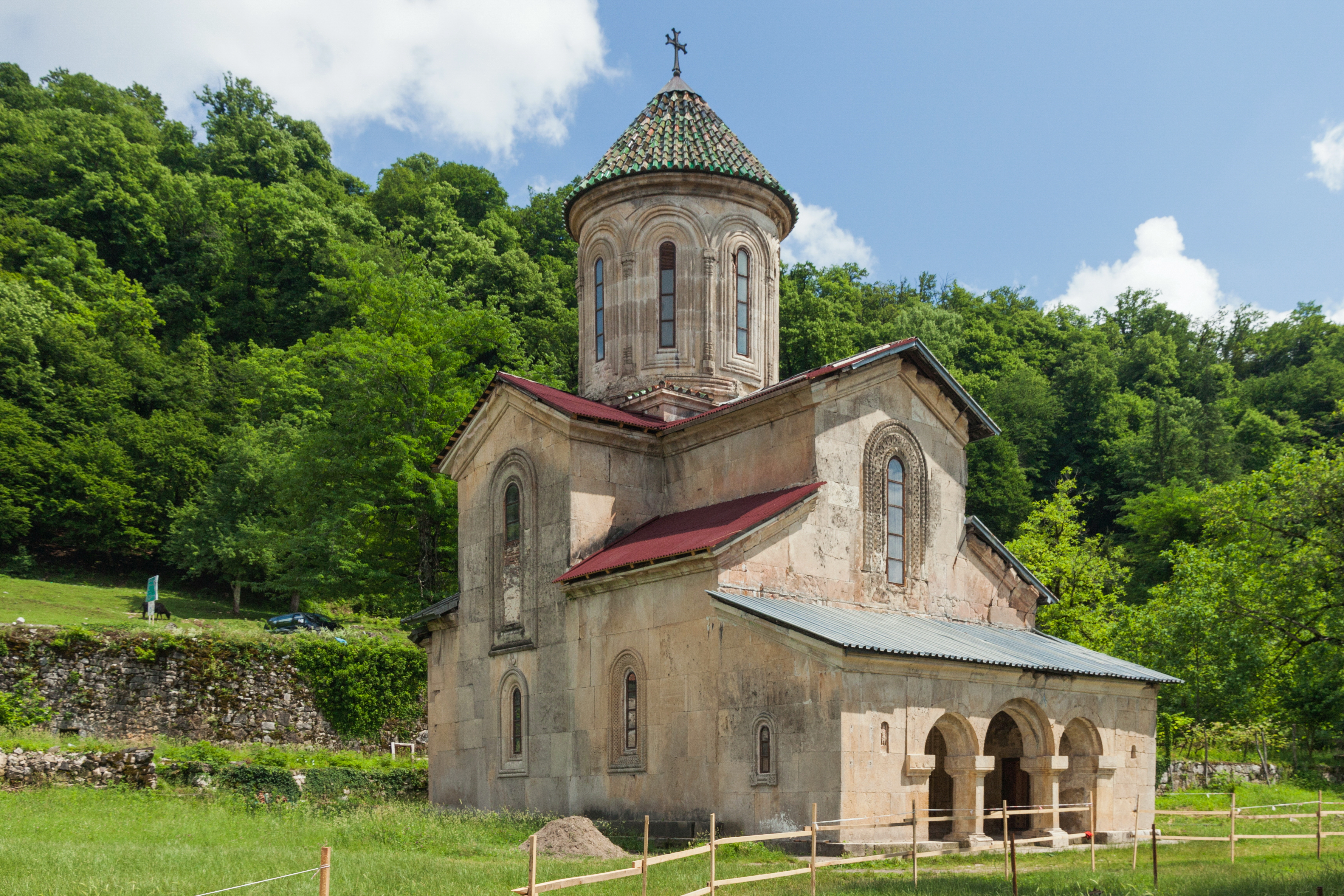
Szent György-templom
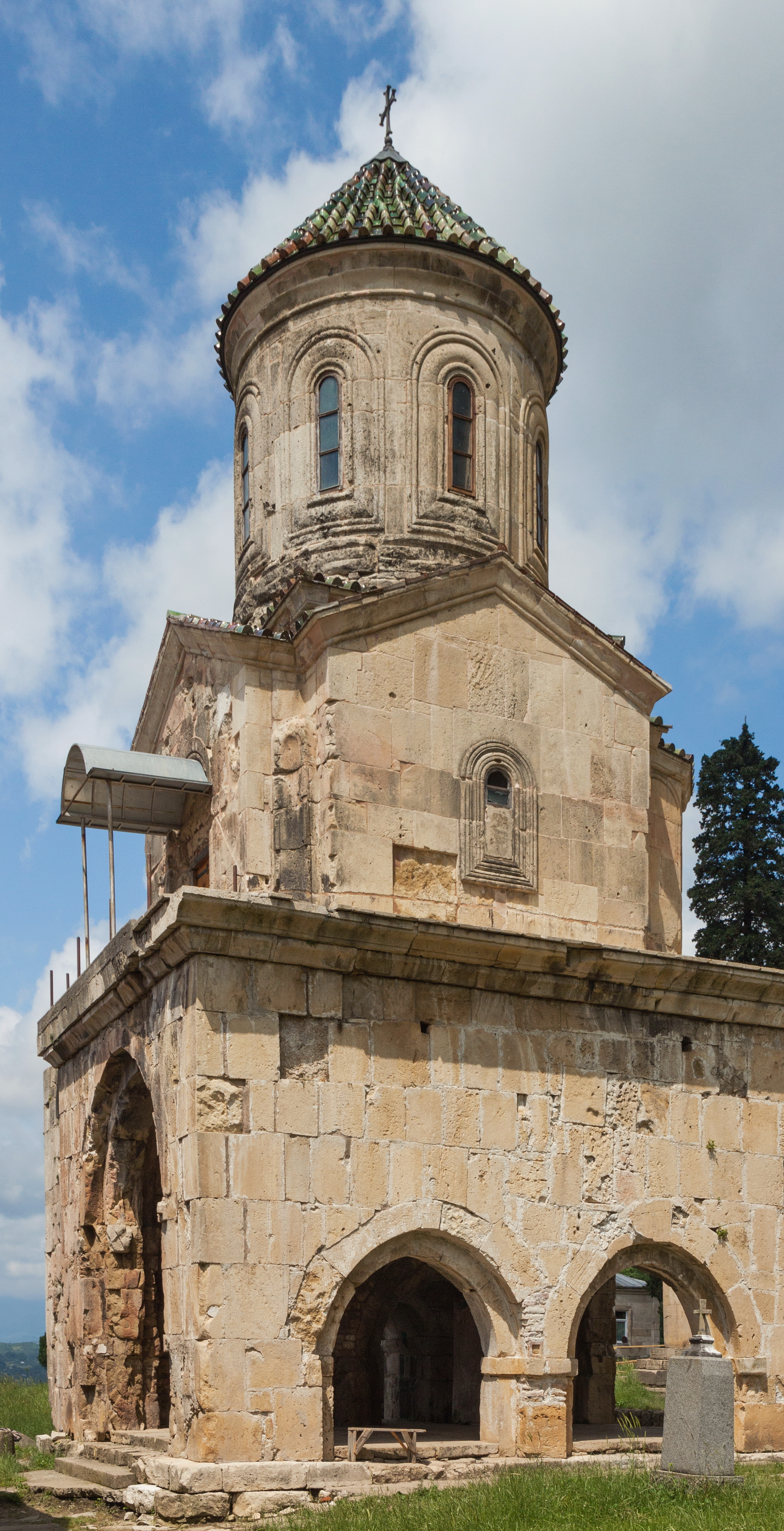
Szent Miklós-templom
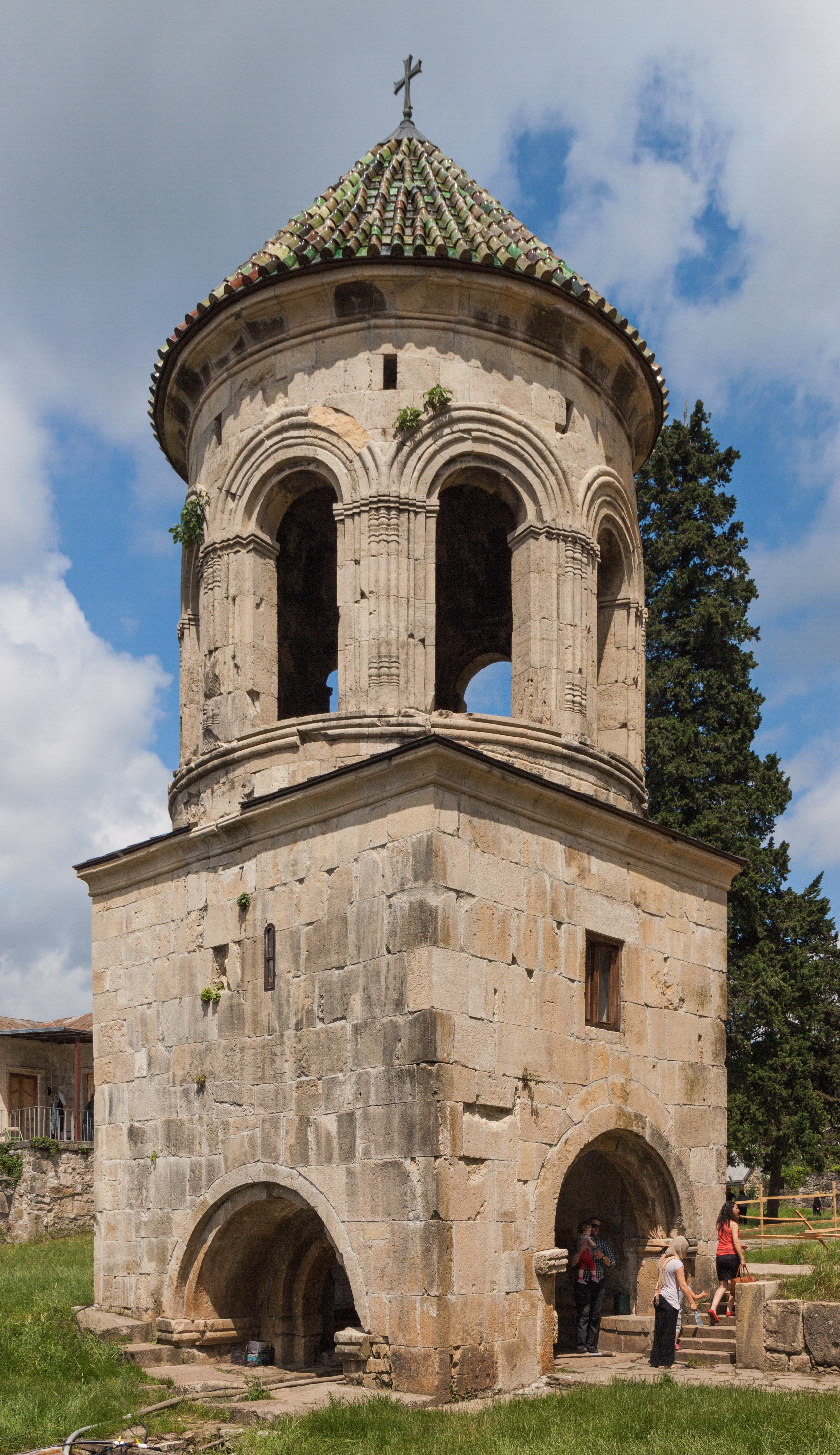
Harangláb
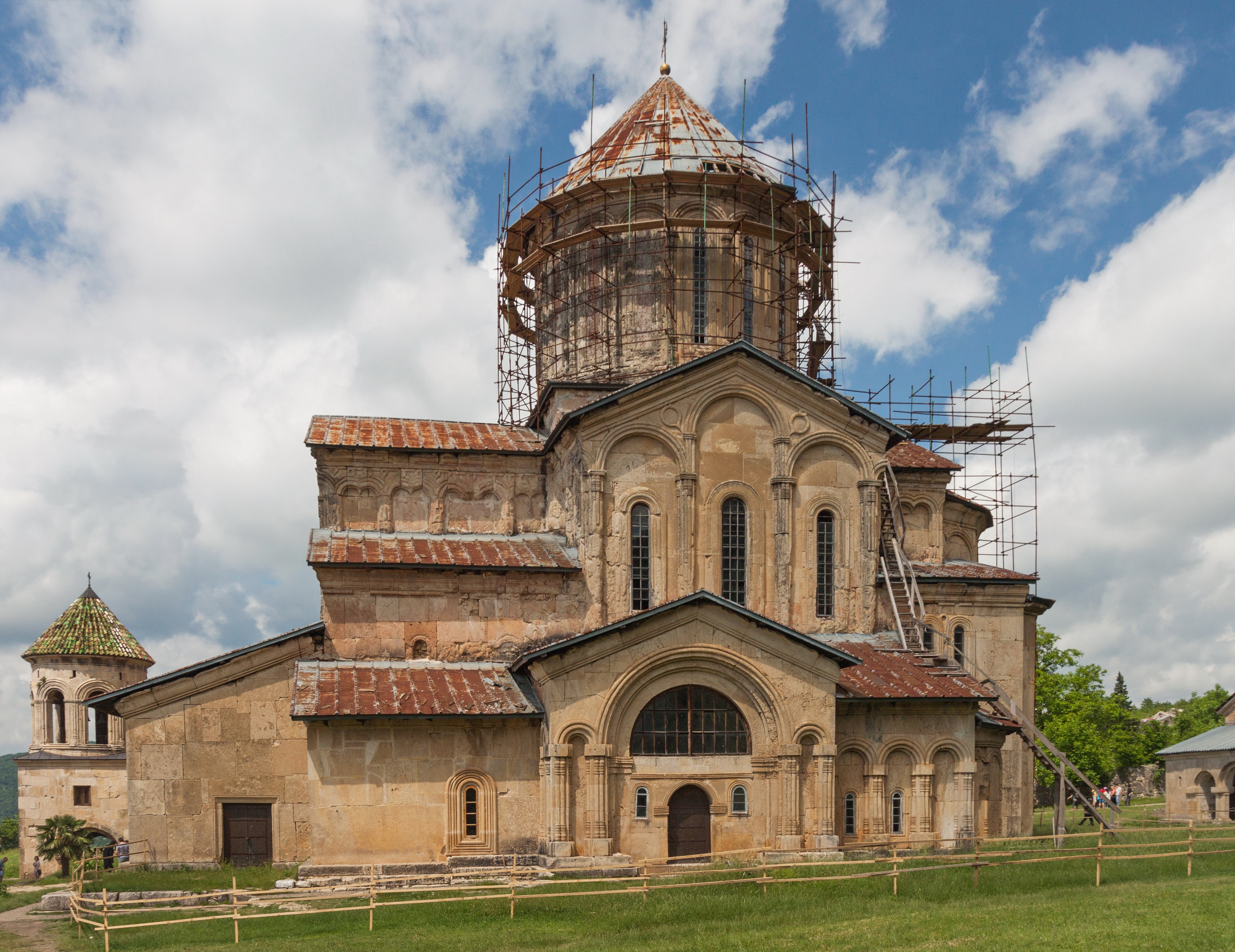
Székesegyház a Születés Szűz
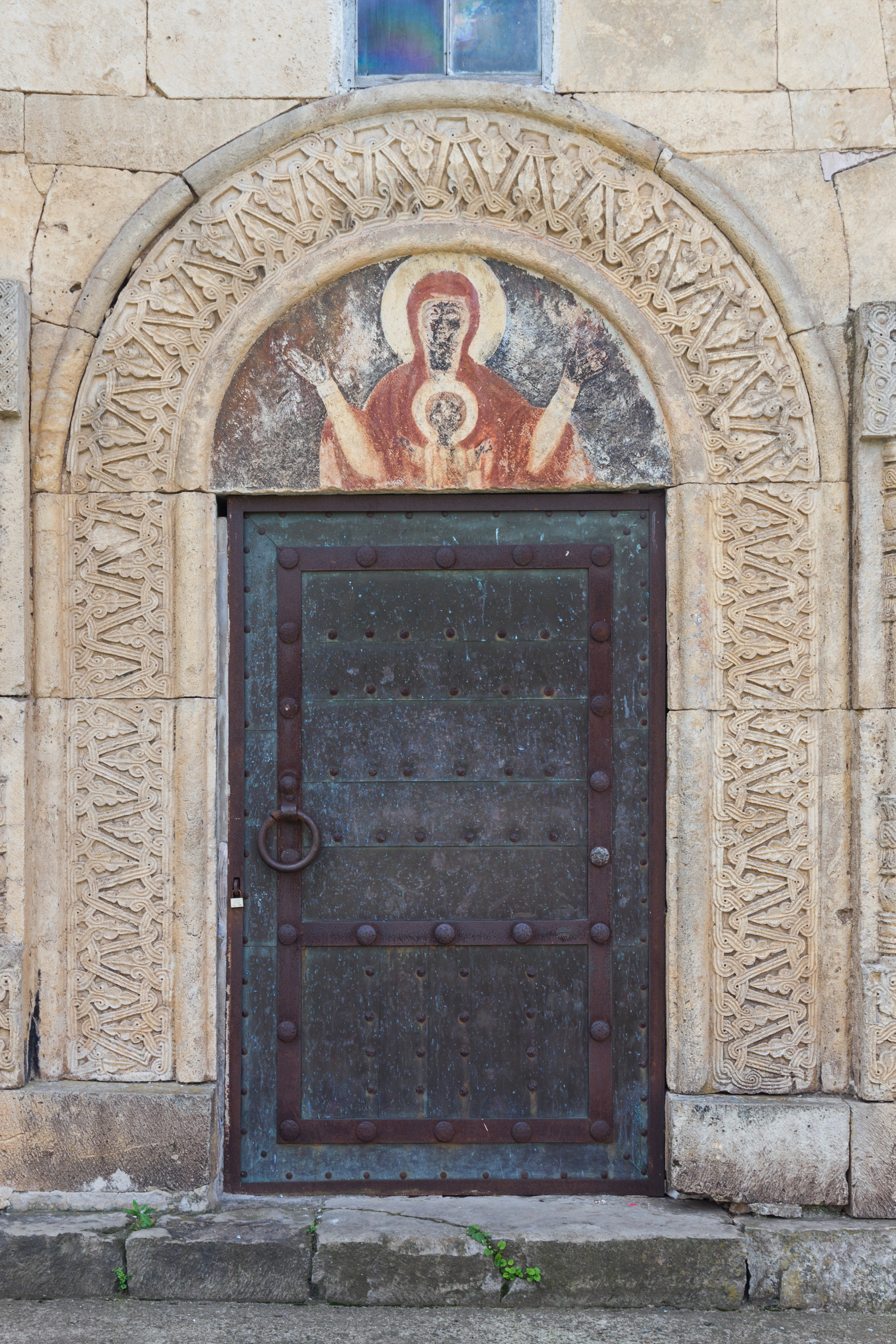
Portál a székesegyház
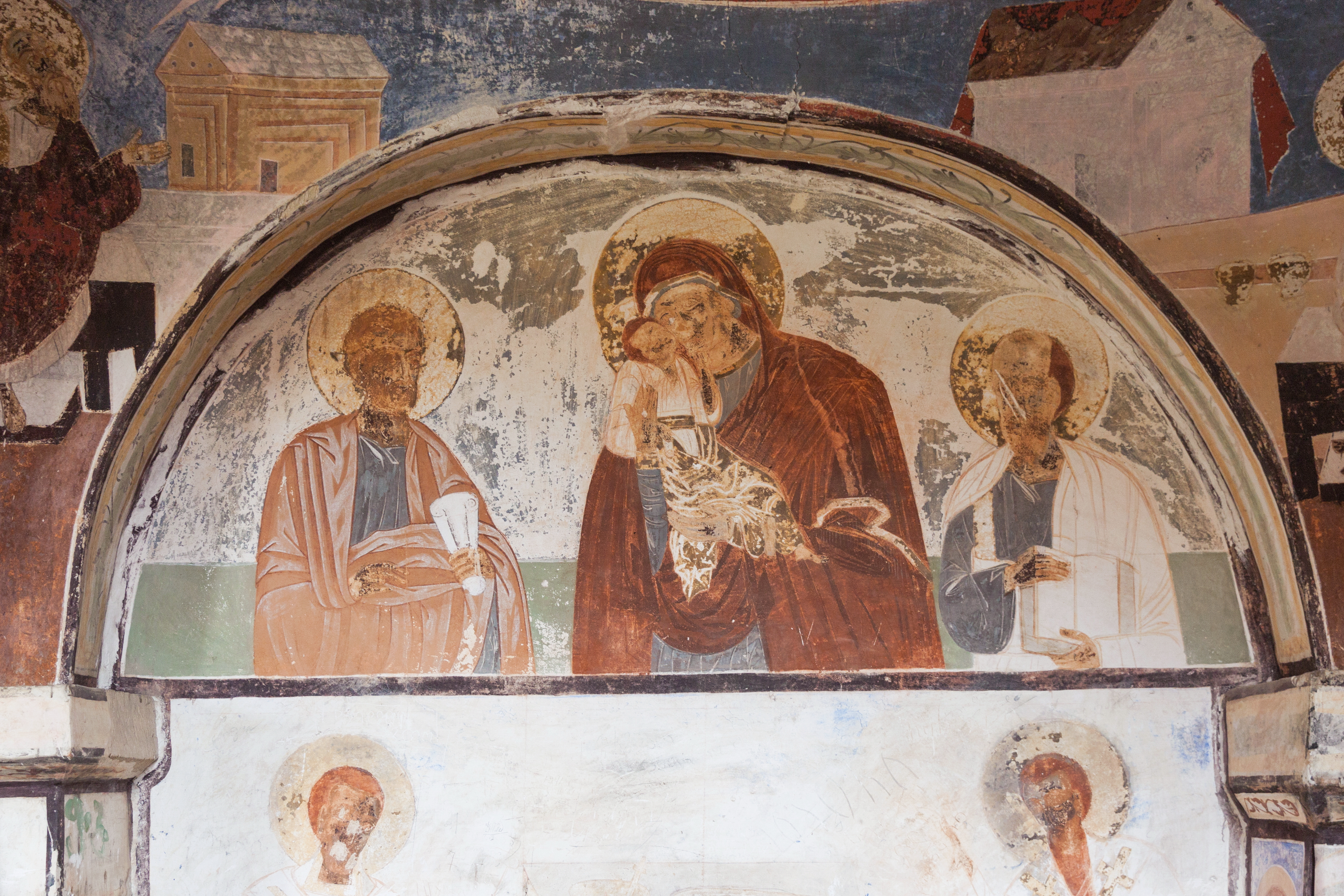
Freskók a székesegyházat
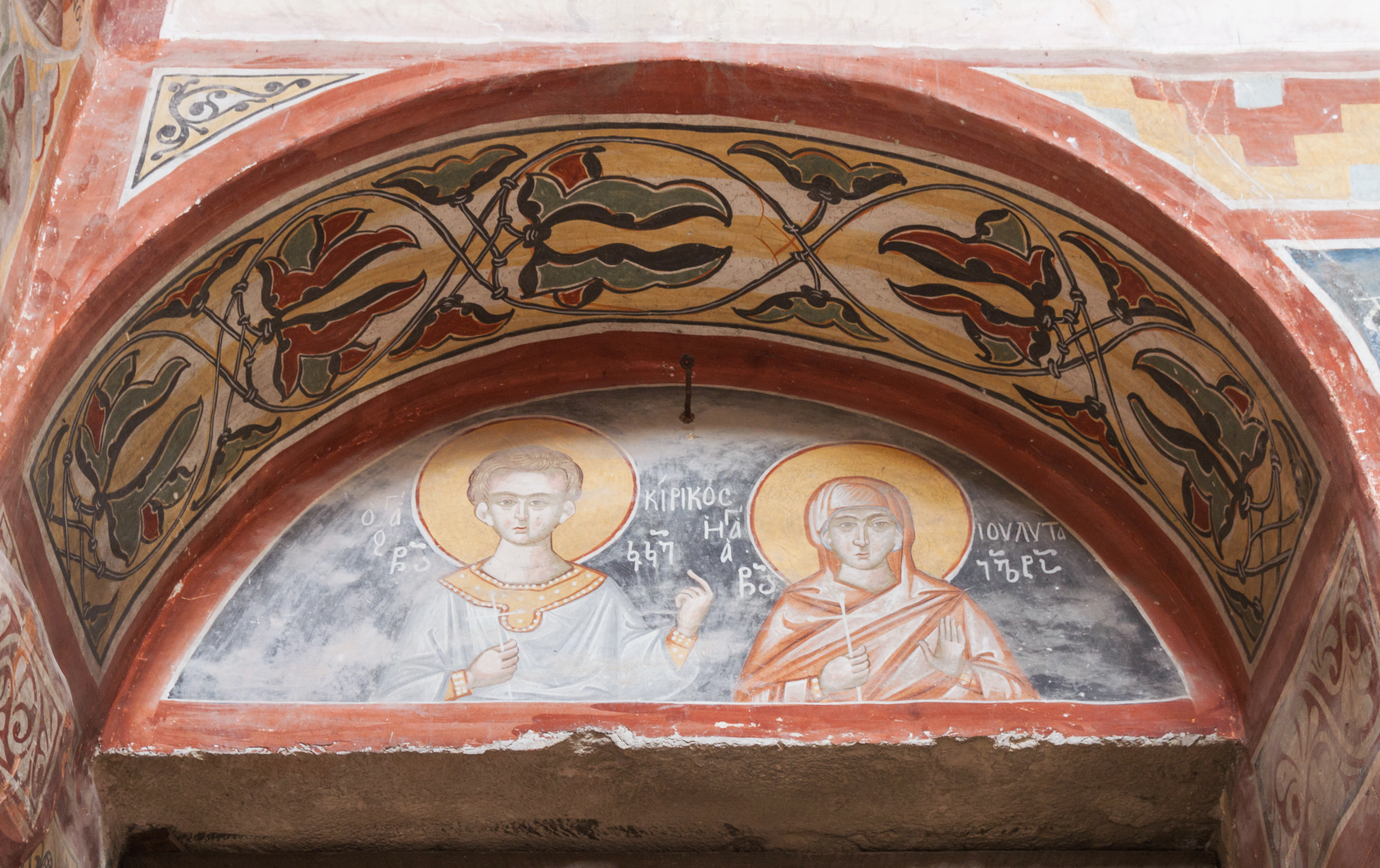
Freskók a székesegyházat
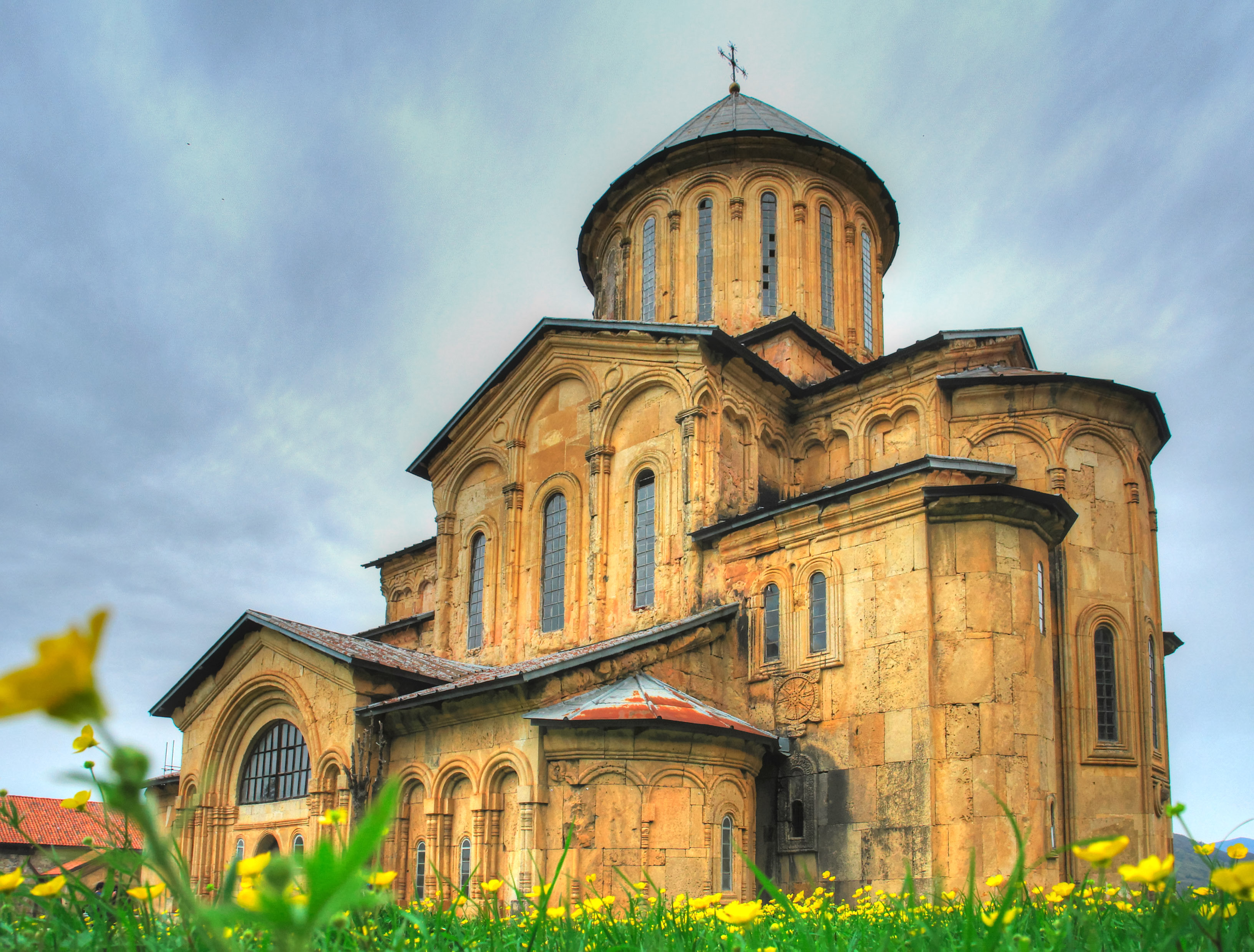
Az Áldott Szűz temploma
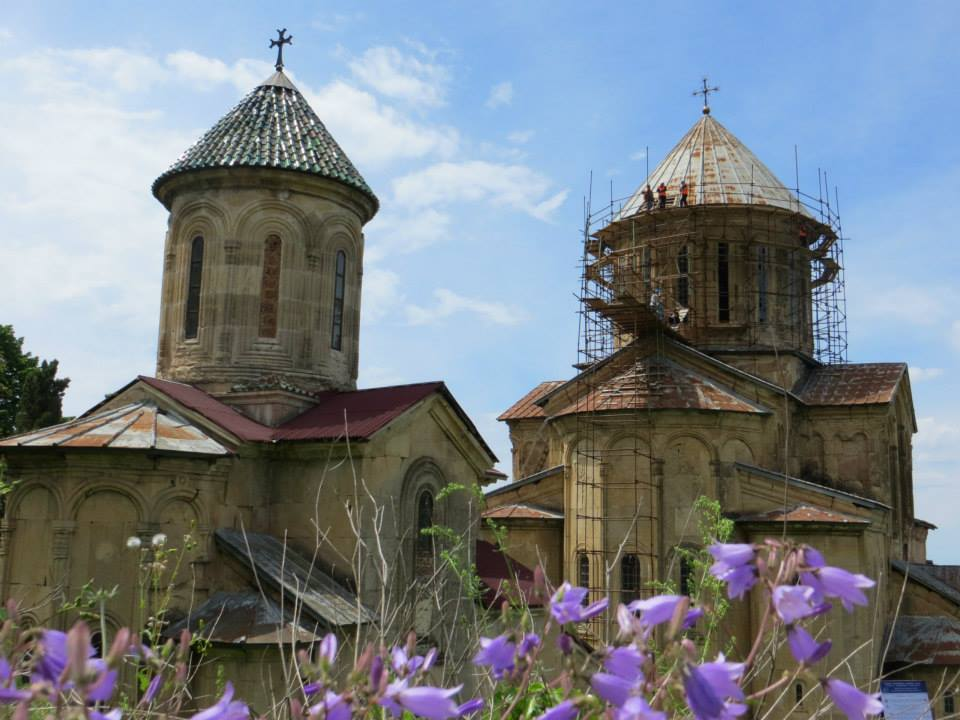
Szent György-templom (balra) és a Szűz temploma (jobbra)
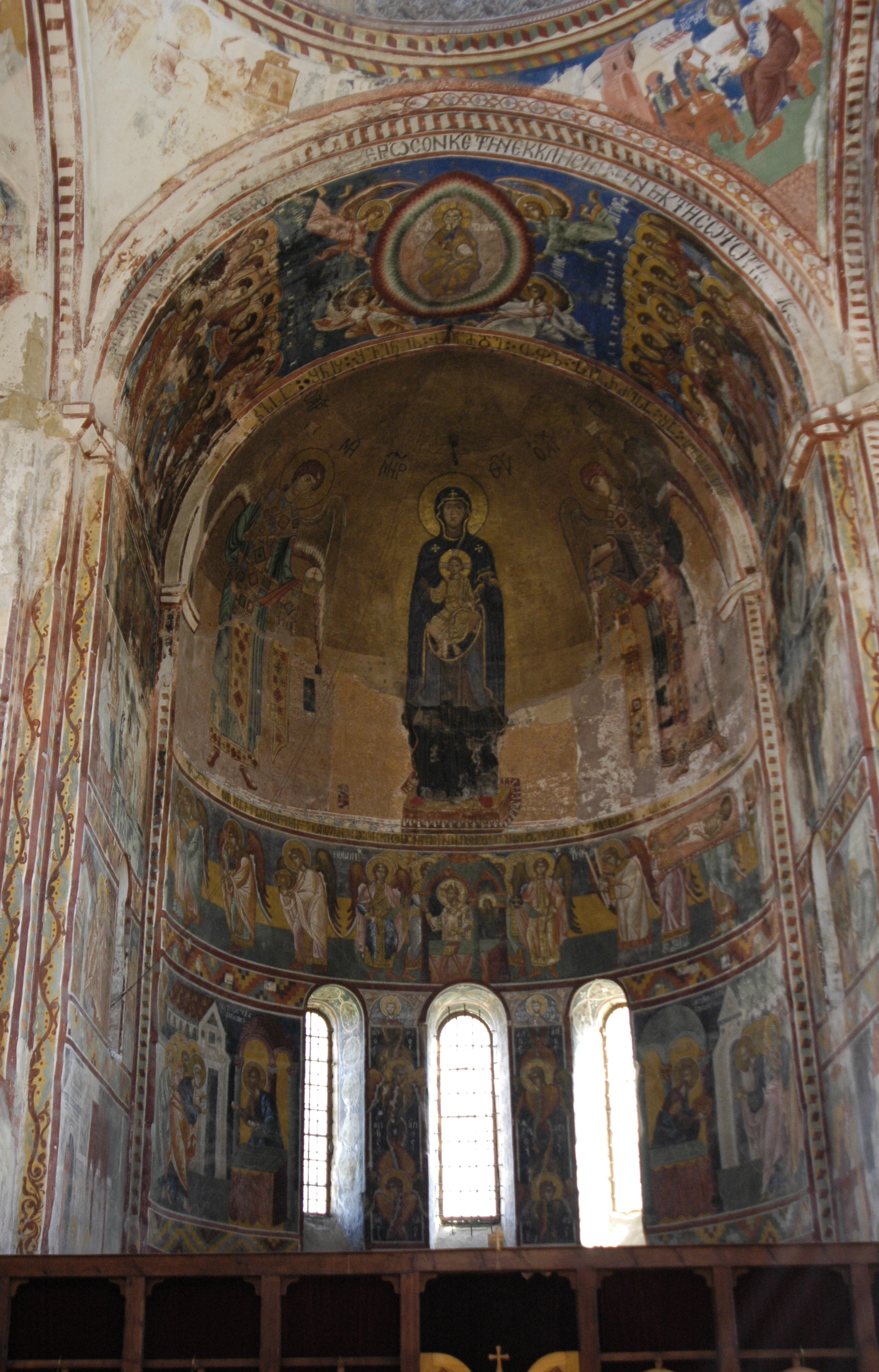
Szűz Mária és a két arkangyal mozaikja
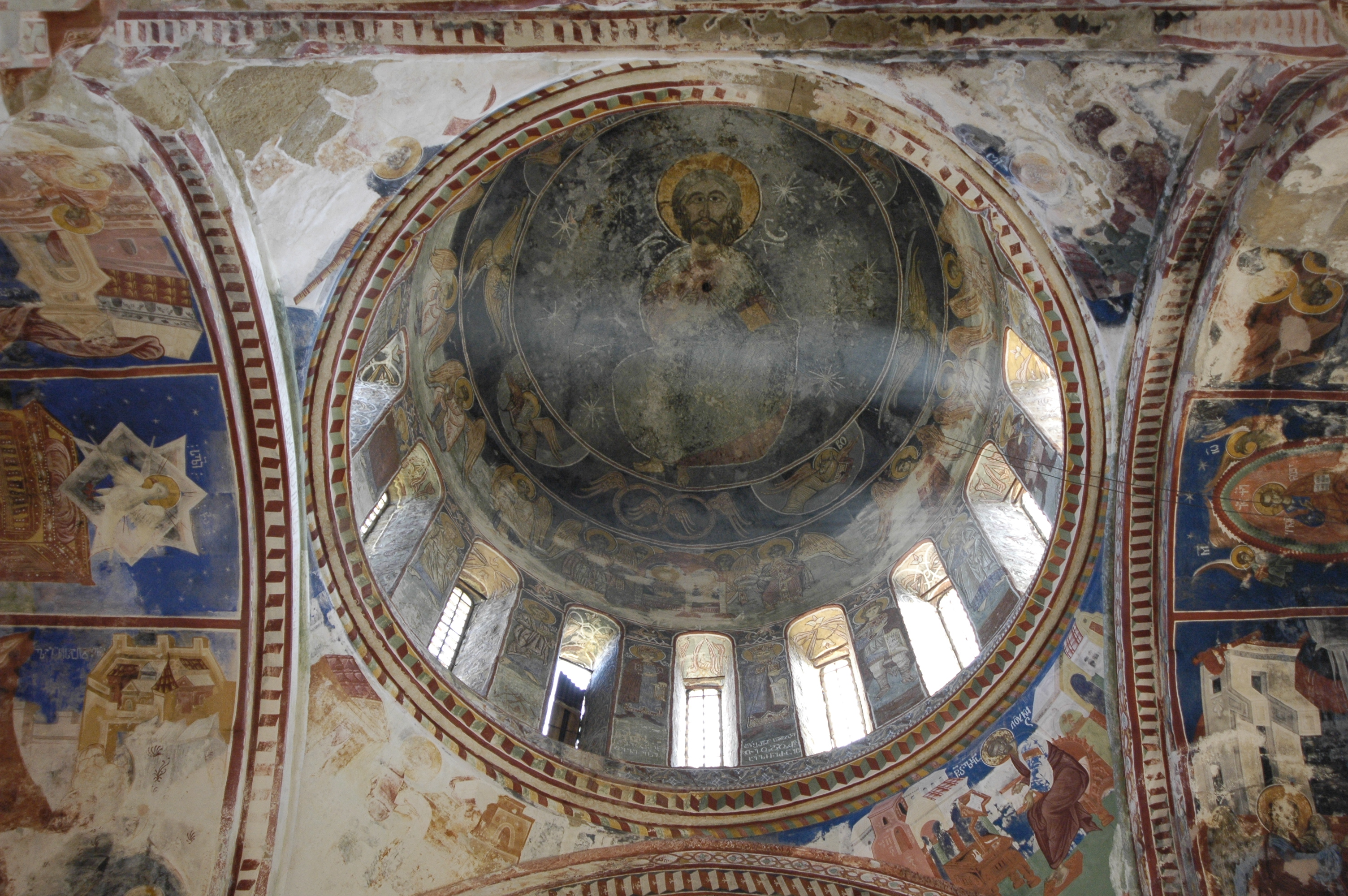
A főtemplom kupolája
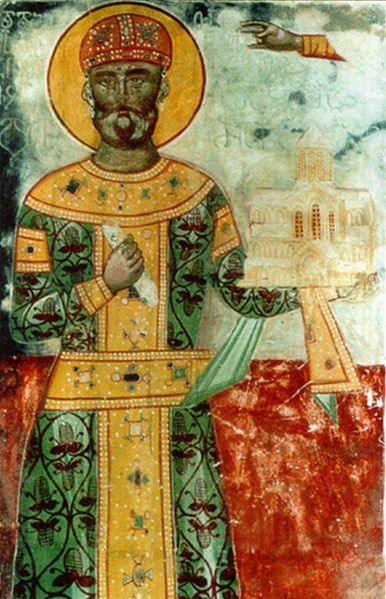
IV. Dávid a templom makettjével (freskó)
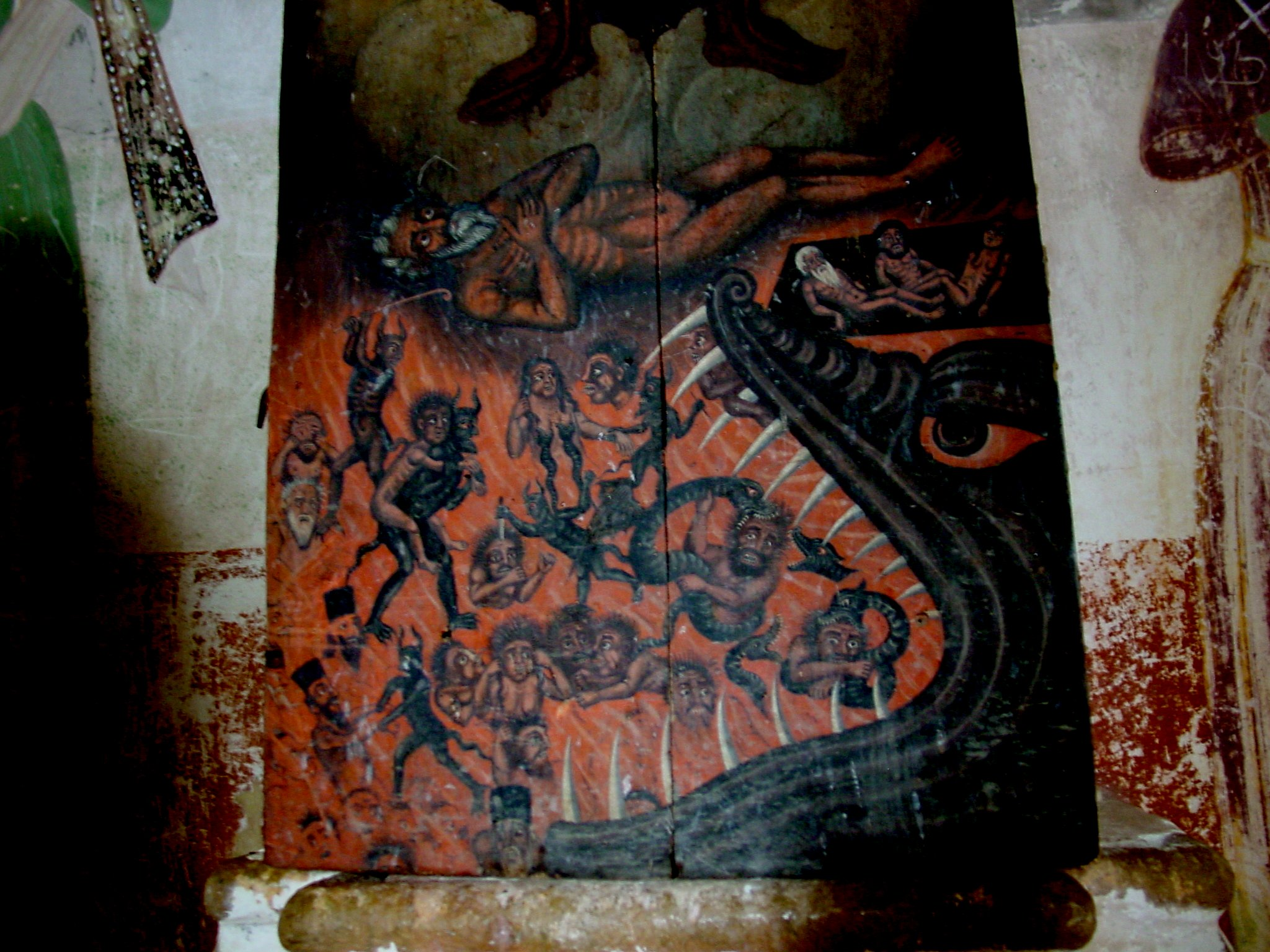
A pokol ábrázolása
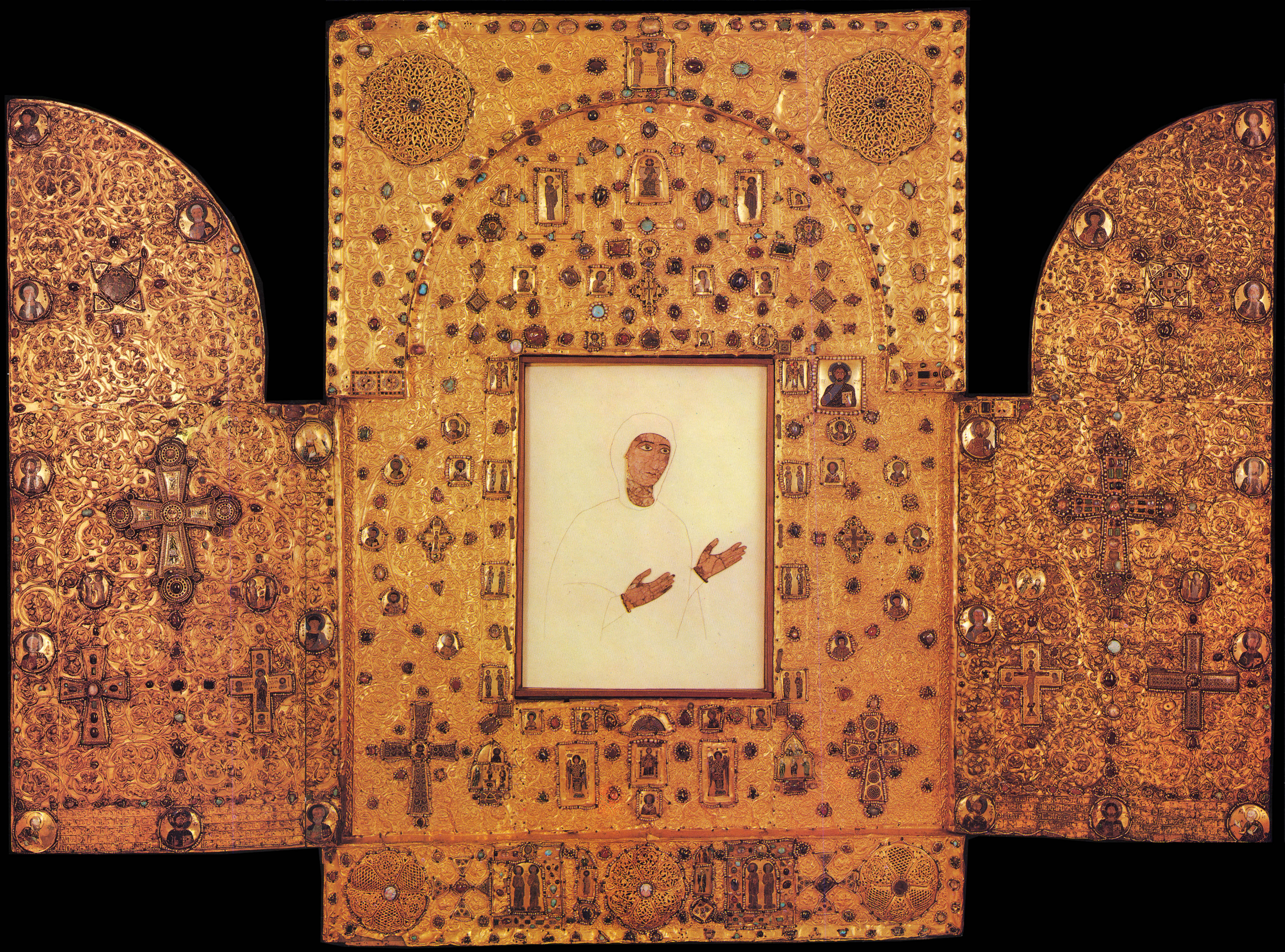
A Kakuli-triptichon
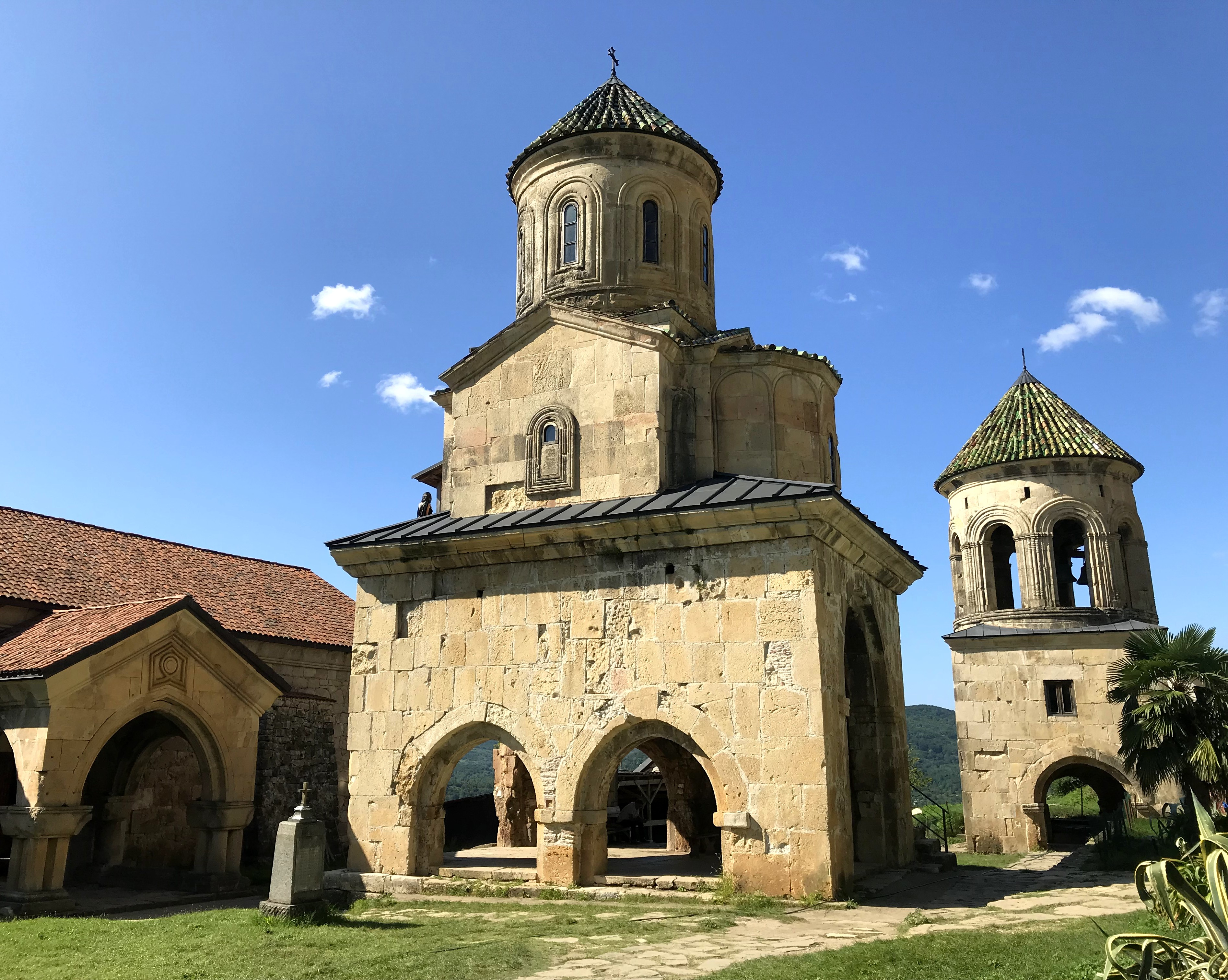
Középen a Szent Miklós-templom